# HD 79994
HD 79994 – gwiazda położona w gwiazdozbiorze Hydry, należąca do typu widmowego K0. Jest ona ok. 20-30 razy jaśniejsza od Słońca.